# Лімбах (Баден-Вюртемберг)
Лімбах (нім. Limbach) — громада в Німеччині, знаходиться в землі Баден-Вюртемберг. Підпорядковується адміністративному округу Карлсруе. Входить до складу району Неккар-Оденвальд.
Площа — 43,61 км2. Населення становить 4506 ос. (станом на 31 грудня 2020).